# 御嶽八幡神社
御嶽八幡神社（おんたけはちまんじんじゃ）は、埼玉県飯能市の神社。旧社格は村社。

## 概要
- 所在：埼玉県飯能市大字飯能字前岩817番地（多峰主山山内）
- 祭神：誉田別命、大山祇命、大己貴命、少彦名命

## 沿革
多峰主山の南西の岩壁は前岩と呼ばれている。この辺りは昔、牛頭天王社などの小社が鎮座していた。江戸時代末期に飯能村名主、大河原氏の委任を受けた、与平という人が山仕事をしていた。ある日、前岩で昼寝していると、いつのまにか山麓に転げ落ちていた。不思議に思った与平が屋敷鎮守の琴平宮をこの山に祀り、百余段の階段を築いた。明治時代初期、御嶽教行者丸田開元と名主大河原又右衛門が御嶽神社の分霊を安置。1907年、無格社・八幡神を合祀、社号を御嶽八幡神社に改称。

## 建造物
本殿、拝殿。境内地1,278.75m2。

## 神事
- 1月17日：春祭
- 10月9日：例祭
- 11月26日：秋祭

## 合祀社
境外の合祀社に同名の御嶽八幡神社がある。飯能市大字飯能字吉野入に鎮座する古い神社。境内に八坂神社を祀っている。